# Генерални пласман на Тур де Франсу
Генерални пласман је најважнији пласман на Тур де Франсу. Победник генералног пласмана је победник Тура. Од 1919. лидер у генералном пласману носи жуту мајицу.

## Историја
Победник првог Тур де Франса носио је зелени повез за руку. Након другог Тур де Франса, правила су промењена и лидер се није одређивао по времену, већ по бодовима. Такав систем користио се до 1912. након чега је враћено рачунање по времену.
Постоји недоумица око тога кад је уведена жута мајица. Белгијанац, Филип Тис, који је освојио Тур 1913, 1914. и 1920. изјавио је кад је имао 67 година, за белгијски часопис, да је награђен са жутом мајицом 1913. када му је организатор Тура, Анри Дегранж, понудио да вози у обојеној мајици, али је Тис то одбио, изјавивши да, ако би био препознатљив, то би охрабрило друге да возе против њега.
Званично, први носилац жуте мајице је Ежен Кристоф, који је мајицу носио 18. јула 1919. на етапи од Гренобла до Женеве. Боја је изабрана због жуте боје часописа Ауто. Кристофу се није свидело да је носи и жалио се да су навијачи имитирали канаринце кад год би он прошао.
На наредном Тур де Франсу, 1920. жута мајица није додељивана до девете етапе, кад је поново представљена.
Након Дегранжове смрти, његови стилизовани иницијали су стављени на жуту мајицу, првобитно на груди, а 1969. су премештени на рукав, да би се направило место за спонзора, компанију Вирлукс. Иницијали су враћени на предњи део 1972. некад на левој, некад на десној страни, али су мачени 1984. да би направили место за комерцијални лого. Компанија Најк је вратила иницијале 2003. као део прославе стогодишњице Тура.
Оригиналне жуте мајице биле су конвенционалне. Возачи су морали да их облаче преко главе, на бини. Доста година су мајице прављене у ограниченој величини и многи возачи су се мучили да их обуку, посебно кад су били уморни или мокри. Данас, мајице се праве у свим величинама, имају рајсфершлус позади и закопчавају се.
За жуту мајицу нису заштићена права и она је употребљена на још доста трка.

## Правила
Тур де Франс и друге етапне бициклистичке трке су одређене по времену на свакој појединачној етапи. Возач са најбољим временом је лидер Тура и добија жуту мајицу. коју носи на наредној етапи. Возач са најбољим временом на крају је победник Тура. Време може да се дода, кроз временску бонификацију за прву тројицу на крају етапе и на пролазним циљевима или одузме, због кршења правила.
Лидерске мајице се користе и на другим тркама, али нису увек жуте боје. На Туру Калифорније се користи златна мајица, на Ђиро д’Италији роза, а на Вуелта а Еспањи црвена од 2010. до 2010. се користила златна.

## Вишеструки лидери Тура
У почетним годинама Тура, време се рачунало у минутима. Иако су их делиле секунде, неколико пута су возачи делили исто време. 1914. пре него је додељивана жута мајица, Филип Тис и Жан Росиј су имали исто време.
Након увођења жуте мајице 1919. та ситуација се десила двапут. Први пут 1929. када је трк дошла до Бордоа, тројица су имала исто време, Луксембуржанин Николас Франц и Французи Андре Ледик и Виктор Фонтан. Сви су возили у жутој мајици, али нико није успио да је задржи.. 1931. Шарл Пелисје и Рафаеле ди Пако су имали исто време и били су лидери.
Проблем вишеструких лидера је касније решен тако што је мајица давата возачу који је имао боље позиције у претходним етапама. Увођење кратког хронометра - пролога на почетку Тура 1967. значило је да ће возачи бити раздвојени секундама.

## Без возача у жутој мајици
Неки возачи су одбили да обуку жуту мајицу на наредној етапи, када лидер трке није могао да стартује на наредној етапи.
1950. Швајцарац Фердинанд Киблер је возио у мајици националног шампиона, уместо у жутој мајици, јер је лидер Тура, Фјоренцо Мањи напустио Тур са целим тимом, у знак протеста због претњи које је добијао од навијача.
Еди Меркс је 1971. одбио да обуче жуту мајицу након што је претходни лидер, Луис Окања пао на успону кол де Менте, у Пиринејима.
Холанђанин Јоп Зутемелк није обукао мајицу 1980. када је онда у његов посед јер се дотадашњи лидер, Бернар Ино повукао због тендинитиса.
1991. Грег Лемонд је возио без жуте мајице јер је Ролф Серенсен морао да одустане због пада.
Године 2005. Ленс Армстронг је одбио да обуче жуту мајицу након што је Дејвид Забриски напустио Тур због пада.
Године 2015. није било жуте мајице на седмој етапи. Тони Мартин је на шестој етапи пао, али је завршио и био је лидер, међутим, није могао да стартује на седмој етапи и лидер је постао Крис Фрум, који је одбио да обуче жуту мајицу.
Првог дана Тура, допуштено је победнику претходног Тура да носи жуту мајицу, али је тај избор остављен возачима, који га задњих година не практикују. Прошлогодишњи победник традиционално стартује Тур са бројем 1, док његови сувозачи носи бројеве од 2 до 8. Лидери тимова обично носе први број у серији (11, 21, 31 итд.), али то не мора да значи да су то лидери за генерални пласман, јер неки тимови долазе са спринтером као лидером тима у борби за зелену мајицу.
На старту Тура 2007. није било ни жуте мајице ни броја 1, јер је победник 2006. Флојд Ландис пао на допинг тесту након Тура и организатори су одбили да прогласе званичног победника док се затвори случај Ландис. На дан 20. септембра 2007. Ландис је проглашен кривим за допинг и победа је приписана Оскару Переиру.
Године 2008. број 1 је дат Каделу Евансу, другопласираном из 2007. након што победник Тура 2007. — Алберто Контадор није могао да брани титулу, због несугласица између организатора Тура — ASO и његовог новог тима — Астане, којима је било забрањено да учествују на Туру.

## Скандал у жутој мајици
Године 1978. Белгијанац Михел Полентир је постао лидер Тура након напада на Алп ду Езу, дисквалификован је истог дана јер је покушао да вара на допинг тесту.
Године 1988. Шпанац Педро Делгадо је освојио Тур де Франс, упркос томе што је допинг тест показао да је Делгадо узимао дрогу, коју је можда узимао да би прикрио употребу стероида. Делгаду је било дозвољено да настави јер дрога није била на листи недозвољених средстава.
Данац Бјарне Рис, победник Тура 1996. изјавио је 2007. да је користио дрогу те године. Рис је 2007. био спортски директор тима ЦСЦ и организатори Тура су га замолили да се држи подаље од Тура те године.
Победник Тура 2006. Флојд Ландис, дисквалификован је годину након трке. Ландис је пао на допинг тесту урађеном након етапе 17 и поступак против њега окончан је 20. септембра 2007. када је проглашен кривим за допинг и победа на Туру 2006. је приписана Оскару Переиру. Ландис се на пресуду жалио суду за спортску арбитражу, али је пресуда донета крајем јуна 2008. потврдила претходну. Ландис је неколико година касније признао да се допинговао.
Године 2007. Данац Мајкл Расмусен је избачен са Тура од стране свог тима, у тренутку када је био лидер, након што је утврђено да је покушао да избегне допинг контролу раније током године. Расмусен је рекао да је био у Мексику, али је виђен да тренира у Италији. Касније је признао да се допинговао више од десет година.
Морис Гарен је освојио Тур де Франс пре него што је почела да се додељује жута мајица, али је 1904. као победник дисквалификован након што је утврђено да су он и остали водећи возачи варали. Ти докази су нестали 1940. заједно са остатком архиве Тура, када су премештени на југ да би избегли немачку инвазију. Али човек који је као мали познавао Гарена, рекао је да је Гарен у старости признао да је ишао возом једним делом пута.
Године 2012. Ленсу Армстронгу је одезето свих седам победа на Туру, од стране светске бициклистичке уније — UCI, а по извештају америчке антидопинг агенције.

## Рекордан број дана у жутој мајици
Возач који је највише пута носио жуту мајицу је Белгијанац Еди Меркс, који је мајицу носио укупно 96 дана. Ленс Армстронг је мајицу носио на укупно 83 етапе, али су му резултати поништени због допинга.
Највећи број возача који су носили жуту мајицу на једном Туру је осам, што се догодило 1958. и 1987.

## Човек који је одбио жуту мајицу
Жута мајица се деценијама, као и све друге бициклистичке мајице, прави од вуне. Не постоји синтетичко влакно које има и топлоту и апсорпцију као вуна. Вез је био скуп и једино што је смело да стоји на мајици су слова Х и Д, иницијали Анрија Дегранжа (фр. Henri Desgrange). Возачи додају име тима за који возе или име професионалног тима за који возе ван Тура (у годинама када су на Туру били национални тимови) тако што иглом прикаче са предње стране штампану тканину.
Како синтетички материјал није постојао на начин да би се могла направити цела мајица, синтетички конац је додат 1947. пратећи долазак компаније Софил као спонзора. Софил је производио вештачко предиво.
Возачи, посебно Француз Луизон Бобе, веровали су у чистоћу вуне. Бобе је инсистирао на томе да је бициклистима потребна вуна за дуге дане знојења по врућини и прашини. Било је то питање хигијене. Због вештачких материјала, возачи се више зноје и у току свог првог Тур де Франса, Бобе је одбио да носи мајицу у којој је представљен. Компромис није био могућ и Жак Годе, тадашњи директор Тура, морао је да натера Софил да направе нову мајицу преко ноћи. Лого је био видљив, али није било фабричког материјала.

## Спонзори
Први спонзор жуте мајице била је компанија Мико од 1971. до 1983. Од 1984. до 1986. спонзор је била компанија Бананија.
Тренутно, спонзор је француска банка, креди Лион (фр. Crédit Lyonnais) од 1987. Банка је комерцијални партнер Тура од 1981. Победник сваке етапе добија играчку лава.
Креди Лион је 2003. прешао у власништво друге банке, креди Агрикол (фр. Crédit Agricole) и од 2005. се зове LCL. Иако је у власништву креди Агрикола, послују независно.

### Цитирана библиографија
- Cazeneuve, Thierry; Chany, Pierre (2011). La fabuleuse histoire du Tour de France. Paris: La Martinière. ISBN 978-2-7324-4792-6. Приступљено 17. 11. 2016.
- McGann, Bill; McGann, Carol (2006). The Story of the Tour de France, Volume 1. Indianapolis, U.S.: Dog Ear Publishing. ISBN 978-1-59858-180-5. Приступљено 17. 11. 2016.
- Woodland, Les (2007) [2003]. The Yellow Jersey Companion to the Tour de France. London: Random House. ISBN 978-0-224-08016-3. Приступљено 18. 2. 2017.
- Ollivier, Jean-Paul (2001) [1999]. Maillot jaune. Sélection du Reader's Digest. ISBN 978-2-7098-1251-1. Приступљено 18. 2. 2017.
- Ollivier, Jean-Paul (2001). L'ABCdaire du Tour de France. Flammarion. ISBN 978-2-08-012727-3. Приступљено 18. 2. 2017.